# 국민행동당 (멕시코)
국민행동당(스페인어: Partido Acción Nacional, PAN)은 멕시코의 보수주의 정당이다.

## 역사
1939년 창당되었다. 1980년대 이전까지는 제도혁명당의 영향력에 밀려 군소 정당 신세를 면치 못하였다. 2000년 대선에서 비센테 폭스를 당선시켜 창당 후 61년 만에 집권여당으로 올라섰다. 2006년 대선에서는 펠리페 칼데론을 당선시켜 정권 재창출에 성공하였다.

## 성향
국민행동당은 보수주의 노선을 표방하며 가톨릭과 긴밀하게 연결되어 있다. 경제적으로는 정부의 시장 개입을 최소화해야 한다고 주장한다.

## 역대 선거 결과

### 상원 선거
| 연도 | 의석     | 득표율 |
| ---- | -------- | ------ |
| 2000 | 46 / 128 |        |
| 2006 | 52 / 128 |        |
| 2012 | 38 / 128 | 27.9%  |
| 2018 | 23 / 128 |        |

## 같이 보기
- 멕시코의 정당